# Atari DOS

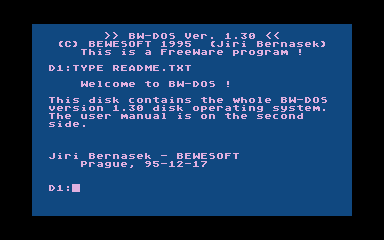
Eine Freeware-Implementierung

Atari DOS, kurz für Atari Disk Operating System, ist ein Betriebssystem für die Verwendung auf Atari-8-Bit-Computern.
Unterstützt wurden Atari-Diskettenformate mit 90 kB und später auch 130 kB Speicherplatz. Disketten wurden einseitig beschrieben und gelesen.

## Versionen
Die bekanntesten Versionen sind DOS II 2.0s von 1980 und 2.5 von 1984.
Zwischendurch wurde noch DOS 3.0 veröffentlicht, welches anfangs mit dem neuen Diskettenlaufwerk ATARI 1050 ausgeliefert wurde und als erstes die Unterstützung für Disketten mit 130 kB Speicherkapazität bot. Es wurde jedoch aufgrund seines hohen Speicherbedarfs und der teilweise daraus resultierenden mangelnden Kompatibilität mit älterer Software nicht vom Kunden angenommen. So wurde DOS 2.5 veröffentlicht, ein DOS 2 mit Unterstützung für 130 kB Disketten.

## Aufbau und Eigenschaften
Atari DOS bestand im Grunde aus zwei Dateien:
DOS.SYS bot die Funktionalität für das Anlegen, Umbenennen, Löschen und Lesen von Dateien sowie das Formatieren von Disketten. Diese Funktionen konnten von Programmen über den D:-Handler (siehe unten) aufgerufen werden.
DUP.SYS bot menügesteuerten Zugriff auf diese Funktionen. Zusätzliche Funktionen, die DOS.SYS nicht enthielt, waren das Kopieren sowie Duplizieren von Dateien.
Als der Atari 130XE auf den Markt kam, wurde noch ein RAM-Disk-Treiber (RAMDISK.COM) hinzugefügt, der den zusätzlichen Arbeitsspeicher des Computers als Diskettenlaufwerk bereitstellte.
Dateien konnten nach der aus dem PC-Bereich bekannten 8.3-Konvention benannt werden, d. h. acht Zeichen für den Dateinamen und zusätzliche drei Zeichen für die Erweiterung, getrennt durch einen Punkt. Alle Buchstaben wurden in Großbuchstaben umgewandelt. Ab DOS 2.5 durfte das erste Zeichen im Namen auch eine Ziffer sein.
Im Inhaltsverzeichnis einer Atari-Diskette wurde diese Darstellung geändert. Nicht genutzte Zeichen des eigentlichen Namens wurden mit Leerzeichen aufgefüllt und der Punkt vor der Dateinamenerweiterung nicht dargestellt.
Unterverzeichnisse anzulegen war nicht möglich. Es konnten maximal 64 Dateien auf einer Diskette angelegt werden, was bei der geringen Speicherkapazität der Disketten durchaus ausreichend war.
Um einen Atari mit einem Diskettenlaufwerk verwenden zu können, musste das Atari DOS beim Booten geladen werden. Ohne das Booten eines Disketten-Betriebssystems boten Atari-8-Bit-Computer keine Diskettenfunktionalität. Durch diesen Umstand konnten mehrere DOS-Versionen für den Atari entwickelt werden, die nicht auf Atari DOS basierten. So entstanden DOS-Versionen, die, geeignete Hardware vorausgesetzt, Datenträger mit bis zu 16 MB verwalten konnten und die Funktionalität von Unterverzeichnissen und sogar Zeitstempeln boten.
Die Größe von Dateien bzw. der freie Speicherplatz wurde in Sektoren angegeben. Bei der vom Atari DOS verwendeten Schreibdichte war ein Sektor genau 128 Byte groß (spätere DOS-Versionen verwendeten eine hohe Speicherdichte von 256 Byte pro Sektor). Die letzten drei Byte eines Sektors bildeten den Sektor-Link. Er gab Auskunft über die Anzahl der Daten-Bytes in diesem Sektor (meist 125), die Dateinummer und die Nummer des nächsten Sektors der zu dieser Datei gehört. Die genaue Größe einer Datei in Bytes konnte nicht direkt in Erfahrung gebracht werden.
Unter DOS 3.0 wurden vier Sektoren zu einem Block zusammengefasst. Das machte bei großen Dateien zwar eine Speicherplatzersparnis von neun Byte pro Block (da nur noch die Blöcke verlinkt waren), jedoch nahmen kleine Dateien mindestens einen Block, also vier Sektoren bzw. 512 Bytes (unter DOS 2 nur 128 Byte) auf dem Datenträger ein.

## Der D:-Handler
Atari-Disketten werden über den sogenannten D:-Handler angesprochen. Das Atari DOS bot weitere Handler, wie z. B. K: (Keyboard / Tastatur), S: (Screen / Bildschirm), E: (Editor / Bildschirm und Tastatur). Diese Handler im Atari DOS sind mit heutigen Hardware-Treibern vergleichbar.
Der D:-Handler wurde mit DOS geladen. Somit konnten DOS-Befehle ohne die Menüführung DUP.SYS ausgeführt werden (DUP.SYS konnte weggelassen werden, wenn man eine bootfähige Diskette erstellen und möglichst viel Speicherplatz bereitstellen wollte). Eine Datei umbenennen konnte man z. B. mit dem Befehl
XIO 32,#1,0,0,"D:altername,neuername"
An den Atari konnten maximal acht Diskettenlaufwerke angeschlossen werden. Diese wurden dann mit D1: bis D8: angesprochen.